# Dr. No (film)
Dr. No este un film britanic de spionaj din 1962 cu Sean Connery în rolul principal; este primul film din seria James Bond. Bazat pe romanul cu același nume al lui Ian Fleming din 1958, filmul a fost adaptat de Richard Maibaum, Johanna Harwood și Berkely Mather și a fost regizat de Terence Young. A fost produs de Harry Saltzman și Albert R. Broccoli, un parteneriat ce va continua până în 1975. A fost urmat de Din Rusia, cu dragoste în 1963. În acest film, James Bond este trimis în Jamaica pentru a investiga dispariția unui agent britanic. Urmele îl conduc la baza subterană a doctorului Julius No, care plănuiește să saboteze o lansare a unei rachete americane din Cape Canaveral cu o armă cu fascicul radio.
Deși a fost primul dintre romanele cu Bond adaptat într-un film, Dr. No a fost al șaselea din seria lui Fleming, începând cu Casino Royale. Filmul face câteva referințe la poveștile din cărțile anterioare și din cărțile ulterioare din serie, cum ar fi organizația criminală SPECTRE, care și-a făcut apariția în romanul Operațiunea Thunderball din 1961. Realizat cu un buget mic, Dr. No a fost un succes financiar. Deși a avut o reacție critică amestecată la lansare, filmul a câștigat, în timp, reputația de a fi una dintre cele mai bune părți ale seriei. Dr. No a lansat și un gen de filme cu agenți secreți care a înflorit în anii 1960. Filmul a dat naștere unei adaptări în benzi desenate și unui album cu coloana sonoră ca parte a promovării și marketingului său.
Multe aspecte ale unui film tipic James Bond au fost stabilite în Dr. No. Filmul începe cu o introducere a personajului prin vizualizarea unui țevi de armă și o secvență principală foarte stilizată a titlului, ambele create de Maurice Binder. De asemenea, a introdus muzica tematică iconică. Designerul de producție Ken Adam a stabilit un stil vizual elaborat, care este unul dintre semnele distincte ale seriei de filme.

## Prezentare
John Strangways, șeful stației MI6 din Jamaica, este ucis împreună cu secretara sa, Mary, de către un trio de asasini, înainte ca locuința lui să fie jefuită. După ce MI6 pierde contactul radio cu stația, James Bond este găsit jucând baccara într-un club privat din Londra; Sylvia Trench este unul dintre ceilalți jucători. M, șeful MI6, îl trimite pe Bond în Jamaica; Strangways ajuta CIA să investigheze blocarea semnalelor radio ale lansărilor de rachete din Cape Canaveral. M confiscă, de asemenea, pistolul Beretta al lui Bond, pe care îl folosea de zece ani, și îl înlocuiește cu un Walther PPK de 7,65 mm. La locuința sa, Bond o găsește pe Sylvia Trench, într-o scurtă întâlnire, în drum spre zborul său.
Aterizând în Jamaica, Bond acceptă să fie condus de un agent inamic. El îl învinge pe agent, care se sinucide mușcând dintr-o țigară cu cianură. Bond aranjează cu secretarul principal Pleydell-Smith să se întâlnească cu cei care l-au văzut ultima dată pe Strangways, inclusiv cu profesorul Dent. La locuința lui Strangways, Bond găsește o chitanță din partea lui Dent și o fotografie cu Strangways și Quarrel, care l-a urmărit pe Bond de la aeroport mai devreme. Bond îl găsește pe Quarrel, se bat, iar agentul CIA Felix Leiter îl oprește, explicându-i că Quarrel a lucrat cu el și cu Strangways în căutarea sursei de bruiaj radio. Pe o insulă, Crab Key, pe care accesul este interzis, controlată de Dr. No, se află o mină de bauxită; Quarrel și Strangways au obținut mostre de rocă în timpul nopții.
Bond îl vizitează pe Dent, care susține că mostrele erau pirită de fier. Dent călătorește spre Crab Key și i se dă o tarantulă pentru a-l omorî pe Bond. Totuși, Bond ucide păianjenul. El aranjează să se întâlnească cu secretara coruptă a lui Pleydell-Smith, domnișoara Taro. În drum spre casa acesteia, asasinii încearcă să-l scoată de pe drum pe Bond, dar ei înșiși se accidentează și mor. După un interludiu intim, Bond face ca Taro să fie arestată. El o așteaptă acasă la ea. Dent sosește pentru a-l ucide pe Bond, dar este ucis de Bond.
În timpul nopții, Quarrel îl duce pe Bond la Crab Key. Dimineața, se întâlnesc cu Honey Ryder, scafandru de scoici, în timp ce sunt căutați de gărzi înarmate. La lăsarea întunericului, grupul se întâlnește cu un tanc deghizat într-un dragon pentru a speria localnicii, care îl ucide pe Quarrel. Bond și Ryder sunt capturați. Contaminați de mlaștina radioactivă, amândoi sunt supuși unui proces de decontaminare. Duși în apartamente confortabile, cu haine pe măsura lor, beau cafea în care au fost strecurate droguri și adorm.
La trezire, cei doi sunt escortați să ia masa cu proprietarul bazei, Dr. Julius No: un om de știință chinezo-german care are mâini protetice din metal din cauza expunerii la radiații. No a fost membru al unei organizații chinezești, până când a furat 10 milioane de dolari în aur, și acum lucrează pentru SPECTRE (Directoratul Special pentru Contraspionaj, Terorism, Răzbunare și Șantaj). Blocarea semnalului radio va perturba o lansare spațială a Proiectului Mercury la Cape Canaveral. Când Bond refuză să se alăture SPECTRE, No cere ca Ryder să fie luată de acolo și îl bate pe Bond.
Bond evadează din celula sa printr-o gură de aerisire, se deghizează într-un muncitor și se infiltrează în centrul de control al bazei.
Bond supraîncarcă reactorul bazinului nuclear în timp ce începe lansarea. Dr. No se luptă cu el, dar cade în piscina reactorului și moare. Pe măsură ce personalul bazei este evacuat, Bond o eliberează pe Ryder înainte ca cei doi să fugă de pe insulă cu barca, cu câteva momente înainte ca baza să fie distrusă. Felix îi găsește pe cei doi în derivă pe mare, după ce barca lor rămâne fără combustibil, și îi remorchează în siguranță de către o navă a Marinei Regale. În timp ce Ryder îl sărută pasional, Bond dă drumul frânghiei de remorcare pentru a o îmbrățișa.

## Distribuție
| Actor              | Personaj          |
| ------------------ | ----------------- |
| Sean Connery       | James Bond        |
| Ursula Andress     | Honey Ryder       |
| Jack Lord          | Felix Leiter      |
| Joseph Wiseman     | Dr. Julius No     |
| Anthony Dawson     | Profesor Dent     |
| John Kitzmiller    | Quarrel           |
| Bernard Lee        | M                 |
| Lois Maxwell       | Miss Moneypenny   |
| Zena Marshall      | Miss Taro         |
| Eunice Gayson      | Sylvia Trench     |
| Peter Burton       | Major Boothroyd/Q |
| Timothy Moxon      |                   |
| Lester Prendergast | Puss-Feller       |